# Auf Hexler
Auf Hexler ist ein Weiler des Ortsteils Niederhersdorf der Ortsgemeinde Hersdorf im Eifelkreis Bitburg-Prüm in Rheinland-Pfalz.

## Geographische Lage
Auf Hexler liegt westlich von Niederhersdorf in einer Entfernung von rund 1 km. Der Weiler liegt am Beginn eines Waldgebietes und ist hauptsächlich von Waldbestand umgeben. Östlich und südlich der Ansiedlung befinden sich umfangreiche landwirtschaftliche Nutzflächen. Nördlich von Auf Hexler fließt der Alburger-Bach.

## Geschichte
Zur genauen Entstehungsgeschichte des Weilers liegen keine Angaben vor. Es handelt sich um ein Feriengebiet.
Das Gebiet um den heutigen Weiler war schon früh besiedelt, was durch mehrere archäologische Befunde nachgewiesen werden konnte. Nordwestlich von Auf Hexler fand man die Reste der sogenannten Altburg. Erhalten sind mehrere Wälle sowie ein Graben. Gefunden wurde zudem Keramik der mittleren Eisenzeit sowie der Latènezeit.
Auf dem Gebiet des heutigen Weilers befand sich zudem ein im 19. Jahrhundert betriebener Kalkofen.

## Kultur und Sehenswürdigkeiten

### Wegekreuze und Mariengrotte
Im Weiler befinden sich drei Wegekreuze und eine Mariengrotte. Diese dient noch heute als Ziel von Prozessionen sowie Pilgerwanderungen. 2008 fand eine umfassende Sanierung statt.

### Naherholung
Auf Hexler ist durch den naturkundlichen Lehrpfad bekannt. Dieser vermittelt einen Eindruck über die Vielfalt der heimischen Pflanzenarten und führt vom Weiler bis in das rund 3 km entfernte Schönecken.
In der Region um Hersdorf befinden sich mehrere Wanderwege. Bekannt ist vor allem das Naturschutzgebiet Schönecker Schweiz, westlich von Hersdorf. Highlights am Weg sind hier mehrere Felsformationen, eine Tropfsteinhöhle und eine Doline.
Durch Hexler verläuft zudem ein Rundwanderweg mit einer Länge von etwa 8 km. Highlights am Weg sind die Mariengrotte, die Burg Schönecken, die Altburg und die Doline.

## Wirtschaft und Infrastruktur

### Unternehmen
Im Weiler wird ein Reifenfachhandel betrieben.

### Verkehr
Es existiert eine regelmäßige Busverbindung ab Hersdorf.
Auf Hexler ist durch zwei Gemeindestraßen erschlossen und liegt nördlich der Landesstraße 16 sowie westlich der Landesstraße 10.